# 三筋
三筋（日语：／ Misuji */?）是東京都台東區的地名，分一丁目與二丁目。2013年8月1日為止的人口有3,966人。

## 地理
位於台東區南部，東與藏前之間以新堀通為界，西與小島之間以左衛門橋通為界，北與元淺草之間以春日通為界。町域內商店、辦公大樓、住居混雜。

## 歷史
明治5年（1872年）8月，這一帶成立「淺草東三筋町」、「淺草西三筋町」與「淺草北三筋町」。1941年（昭和16年）「淺草榮久町」、「淺草南元町」、「淺草南富坂町」、「淺草森下町」各一部分組成「淺草三筋町」一丁目、二丁目。昭和39年（1964年）1月1日，春日通北側的舊北三筋町部分編入元淺草，其他編入台東區三筋。

### 地名由來
古時屬鳥越神社境內，江戶時期如同附近的御徒町等，同心的組屋敷林立，另外也有書院番組屋敷與大番徒組屋敷等。屋敷之間有3條（3本）小道（筋），因此稱為「淺草三筋組屋敷」。

## 交通
町域內沒有鐵路車站，西北部方向的春日通下有都營大江戶線、筑波快線新御徒町站，東部方向有都營淺草線藏前站。

## 設施
- 台東區立三筋保育園
- 東京都水道局台東營業所
- 台東三筋郵便局

## 備註
1. ↑  住民基本台帳による町丁名別世帯人口数 平成２５年８月１日現在[永久]

## 外部連結
- 東三筋町會（页面存档备份，存于）